# آلبور
آلبور (دانمارکی: Aalborg؛ ‏ US: ‎/ˈɑːl-, ˈɔːlbɔːr/‎؛ ‏ دانمارکی: [ˈʌlˌpɒˀ] ()) شهری تاریخی و بندری صنعتی در شمال دانمارک است. تاریخش به حوالی ۱۰۰۰م می‌رسد و از کهن‌ترین شهرهای دانمارک شمرده می‌شود.
این شهر در شمال یوت لاند جای دارد و دومین شهر بزرگ این شبه‌جزیره به‌شمار می‌رود.

## جمعیت
جمعیت آن بر پایهٔ آمار سال ۲۰۱۰ برابر با ۱۹۷٬۴۲۶ نفر بوده‌است که آلبور را تبدیل به چهارمین شهر بزرگ کشور پس از کپنهاگ، آرهوس و اُدِنسه کرده‌است.

## مساحت
مساحت شهر آلبور ۱۳۹ کیلومترمربع است.
آلبور امروزه در حال تغییر از شهری صنعتی-کارگری به شهری دانشگاهی است.